# Miracle (album BoA)
Miracle – 2.5 koreański album piosenkarki BoA. Został wydany 24 września 2002 roku przez wytwórnię SM Entertainment, sprzedał się w liczbie 313 597 egzemplarzy w Korei (stan na maj 2003 r.). Zawiera koreańskie wersje japońskich singli.

## Lista utworów
1. „Gijeon (Destiny)” (kor. 기적 (Destiny))
2. „Every Heart”
3. „Valenti”
4. „Feelings Deep Inside”
5. „Share Your Heart (with Me)”
6. „Happiness”
7. „Snow White”
8. „Nobody But You”
9. „Next Step”
10. „Nothing's Gonna Change”
11. „Listen to My Heart” (Bonus)